# Selaginella oligoclada
Selaginella oligoclada är en mosslummerväxtart som beskrevs av Bak.. Selaginella oligoclada ingår i släktet mosslumrar, och familjen mosslummerväxter. Inga underarter finns listade i Catalogue of Life.